# 915 Cosette
915 Cosette је астероид главног астероидног појаса са средњом удаљеношћу од Сунца која износи 2,227 астрономских јединица (АЈ). 
Апсолутна магнитуда астероида је 11,7 а геометријски албедо 0,094.